# 5th Dimension (album)
5TH DIMENSION – drugi album studyjny japońskiej grupy Momoiro Clover Z, wydany 10 kwietnia 2013. Osiągnął 1 pozycję w rankingu Oricon, sprzedał się w nakładzie 240 099 egzemplarzy, zdobył status platynowej płyty. 

## Lista utworów
| Nr  | Tytuł                                                                                                | Słowa                       | Kompozycja           | Aranżacja            | Czas |
| --- | --- | --------------------------- | -------------------- | -------------------- | ---- |
| 1.  | "Neo STARGATE"                                                                                       | Mori Yuriko                 | Tomotaka Ōsumi       | TeddyLoid            |      |
| 2.  | "Kasō Dystopia" (jap. 仮想ディストピア Kasō Disutopia)                                               | Natsumi Tadano              | AKIRASTAR            | AKIRASTAR            |      |
| 3.  | "Mōretsu uchū kōkyōkyoku dai nana gakushō „Mugen no ai”" (jap. 猛烈宇宙交響曲・第七楽章「無限の愛」) | Ken'ichi Maeyamada          | Ken'ichi Maeyamada   | Ken'ichi Maeyamada   |      |
| 4.  | "5 The POWER"                                                                                        | Seikō Itō                   | MURO, SUI            | MURO, SUI            |      |
| 5.  | "Rōdō sanka" (jap. 労働讃歌)                                                                         | Kenji Ōtsuki                | Ian Parton           | Ian Parton           |      |
| 6.  | "Get Down!" (jap. ゲッダーン! Geddān!)                                                               | Yū Shimoji                  | Damian J. Kulash Jr. | Damian J. Kulash Jr. |      |
| 7.  | "Otome sensō" (jap. Z女戦争)                                                                         | Tika α (Etsuko Yakushimaru) | Tika α               | Kenji Kondō          |      |
| 8.  | "Tsuki to gingami hikōsen" (jap. 月と銀紙飛行船)                                                     | Yūho Iwasato                | Rui Nagai            | Rui Nagai            |      |
| 9.  | "BIRTH Ø BIRTH"                                                                                      | Takahiro Maeda              | NARASAKI             | NARASAKI, Yuyoyuppe  |      |
| 10. | "Jōkyu monogatari -Carpe diem-" (jap. 上球物語 -Carpe diem-)                                         | zopp                        | Masaru Yokoyama      | Masaru Yokoyama      |      |
| 11. | "Soratobu! Ozashiki ressha" (jap. 宙飛ぶ!お座敷列車)                                                 | Nagae Kuwabara              | Akira Satō           | Tomoki Hasegawa      |      |
| 12. | "Saraba, itoshiki kanashimi-tachi yo" (jap. サラバ、愛しき悲しみたちよ)                              | Yūho Iwasato                | Tomoyasu Hotei       | Tomoyasu Hotei       |      |
| 13. | "Hai to Diamond" (jap. 灰とダイヤモンド Hai to Daiyamondo)                                           | Natsumi Tadano              | Ken'ichi Maeyamada   | Kenji Kondō          |      |

## Notowania
| Lista                       | Pozycja |
| --------------------------- | ------- |
| Oricon Daily Albums Chart   | 1       |
| Oricon Weekly Albums Chart  | 1       |
| Oricon Monthly Albums Chart | 1       |